# No Time for Nuts
No Time for Nuts es un cortometraje del año 2006 sobre Scrat, la ardilla de Ice Age. Fue nominada al Oscar como Mejor Corto Animado en 2007. Ganó un premio Annie a Mejor Corto Animado.

## Argumento
Mientras Scrat rondaba por el hielo con su bellota ve una luz verde que le asusta. Al investigar, descubre una máquina del tiempo, al lado de un científico congelado. Accidentalmente Scrat activa la máquina, desapareciendo su bellota. Alarmado, comienza a sacudir la máquina, que también lo teletransporta al pasado. Scart se encuentran en la Edad Media, donde utiliza la espada de Excalibur para rescatar su bellota. En el acto es atacado por un grupo de flechas.
De esa manera comienza un rápido viaje a distintas etapas de la historia, pasando a la época del Imperio Romano (apareciendo en un anfiteatro o circo romano), el momento en que el Titanic choca contra un iceberg en 1912, de nuevo a la Edad de Hielo donde Scrat se encuentra con su propio yo del pasado (junto a Manny, Diego y Sid en Ice Age The Movie), al momento de despegar un cohete, en un tren, al explotar la bomba atómica en Hiroshima en la Segunda Guerra Mundial, en una guillotina en plena Revolución Francesa, en una taquilla de una chica, frente la estatua del David de Miguel Ángel en Florencia, etc.
Finalmente llega a un futuro, donde cree haber encontrado un árbol de bellotas. Al notar que la máquina está a punto de enviarlo a otra época, la destruye, para quedarse en ese maravilloso árbol, pero rápido descubre que el árbol es un monumento, ya que esa especie vegetal está extinta. Al intentar tomar la bellota del inicio del corto, la máquina se reactiva y manda a otra época a la bellota, dejando solo a Scrat gritando.

## Versión 4-D
En 2015, una versión extendida de cortometraje,